# زبان مونگ
زبان مونگ (Mường : thiểng Mường ; ویتنامی: tiếng Mường)  زبان یا مجموعه‌ای از گویش‌هاست که توسط مردم مونگ در ویتنام صحبت می‌شود. این زبان از خانواده زبان‌های آستروآسیایی است و ارتباط نزدیکی با ویتنامی دارد. طبق گفته‌های زبان‌شناسی به نام فان گویش‌های مونگ یک زبان واحد یا حتی دارای نزدیک‌ترین همبستگی با یکدیگر نیستند، بلکه بیشتر یک دسته‌بندی قومی و پیراتباری هستند.
گویش‌های مونگ عمدتاً در مناطق کوهستانی استان‌های هوا بین، تان هوا، وین فوک، یِن بای، سون لا و نین بین در شمال ویتنام صحبت می‌شوند.